# Bauvin
Bauvin település Franciaországban, Nord megyében. Lakosainak száma 5124 fő (2022. január 1.). Bauvin Sainghin-en-Weppes, Meurchin, Annœullin, Billy-Berclau és Provin községekkel határos.

## Népesség
A település népességének változása:
| Lakosok száma | 5306 | 5279 | 5272 | 5180 | 5131 | 5086 | 5044 | 4999 | 5124 |
|               | 2013 | 2015 | 2016 | 2017 | 2018 | 2019 | 2020 | 2021 | 2022 |